# 川勝總本家
川勝總本家（かわかつそうほんけ）は、京都府京都市下京区に本社を置き、京漬物の製造・販売を行っている食品メーカーである。

## 歴史
- 1917年 - 京都市東山区古門前東大路西入る にて初代川勝延一郎が「各国漬物製造問屋」を創業。
- 1933年 - 合名会社に組織化。
- 1936年 - 現在の京都市下京区大宮通五条上る に本社を移転。
- 1958年 - 二代目社長川勝武夫が有限会社に組織変更。
- 1973年 - 三代目社長川勝康行が、株式会社川勝總本家とし組織を改める。
- 1978年 - 京都市中京区壬生相合町1-17 に松原工場を新築。
- 1987年 - 本社工場拡張。
- 1990年 - 本社売場拡張。
- 1991年 - 本社売場再拡張、松原工場拡張。
- 2006年 - 平成18年度食品衛生優良施設表彰、市長賞受賞。
- 2008年 - 立命館大学との産学連携による共同企画商品を発表する。
- 2009年 - 京都市市民憲章推進団体として区長表彰、市長表彰を受ける。

2009年12月現在、京都府、大阪府、兵庫県、岡山県、東京都、神奈川県に、合わせて30を超える販売店舗がある。